# Hildebrand et Wolfmüller
La société allemande Hildebrand & Wolfmüller est le fruit du partenariat des frères Hildebrand fabricants de bicyclettes et ingénieurs de moteurs à vapeur, Henry et Willem, avec Alois Wolfmüller et son mécanicien Hans Geisenhof. Elle fut créée dans le but de fabriquer des motocyclettes en série.
Le fruit de cette collaboration doit à la société Hildebrand & Wolfmüller d'être officiellement reconnue pour la création de la première moto de série au monde. Le 20 janvier 1894, le Constructeurs de motos allemand dépose le brevet no 78553 de ce qui sera l'ébauche de sa première moto de série.
Sur les 4 véhicules participants à la course Turin-Asti-Turin, Alois Wolfmüller plaça la Hildebrand & Wolfmüller en 3e position le 18 mai 1895.
Elle ne fut fabriquée que jusqu'en 1897. Une version fabriquée en France, la Pétrolette, aboutira à un fiasco. Récemment, un exemplaire fut vendu aux enchères 2,7 millions de livres sterling.

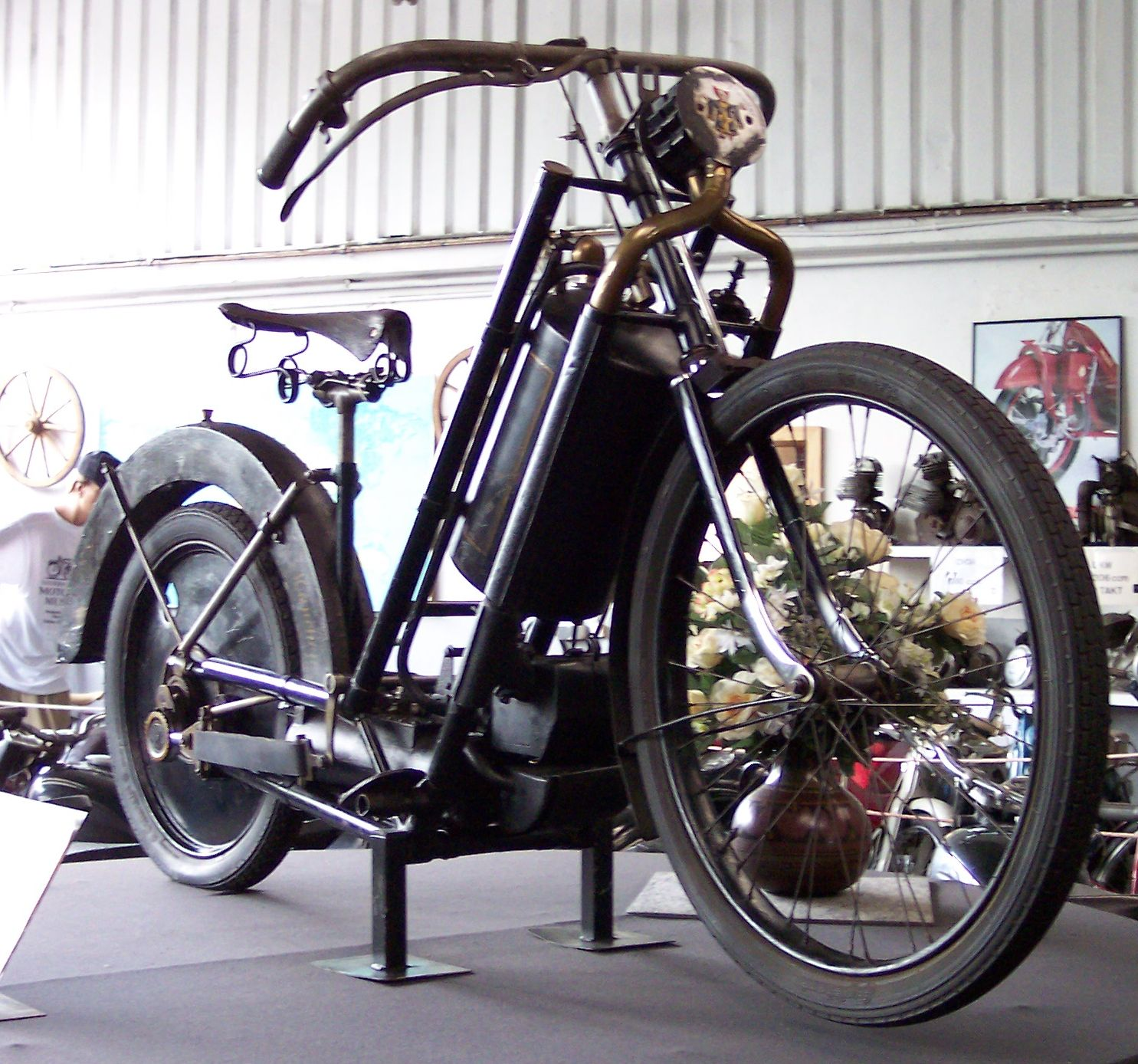
Une Hildebrand & Wolfmüller de 1894.
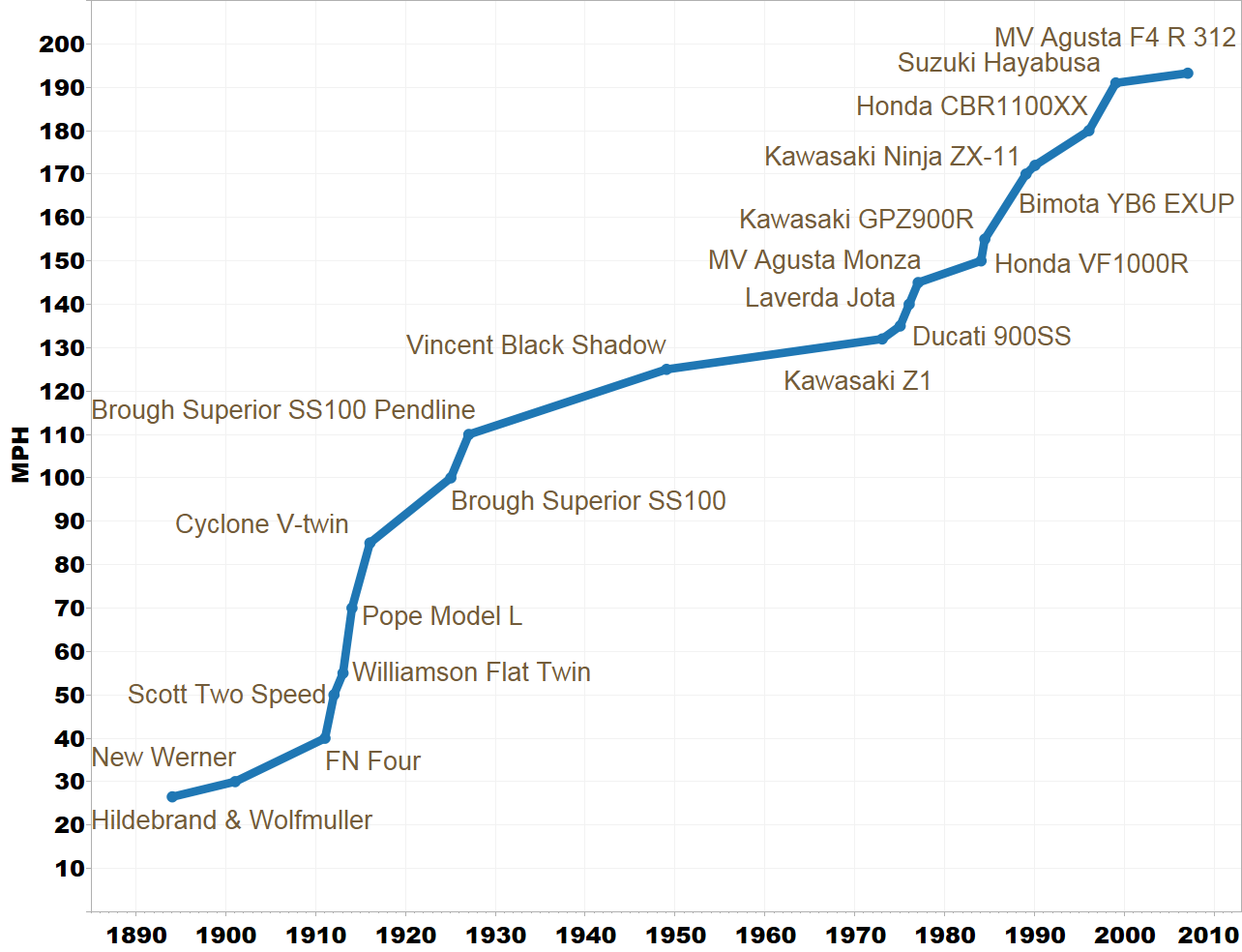
Graphique renseignant des motos de série les plus rapides de l'Histoire.
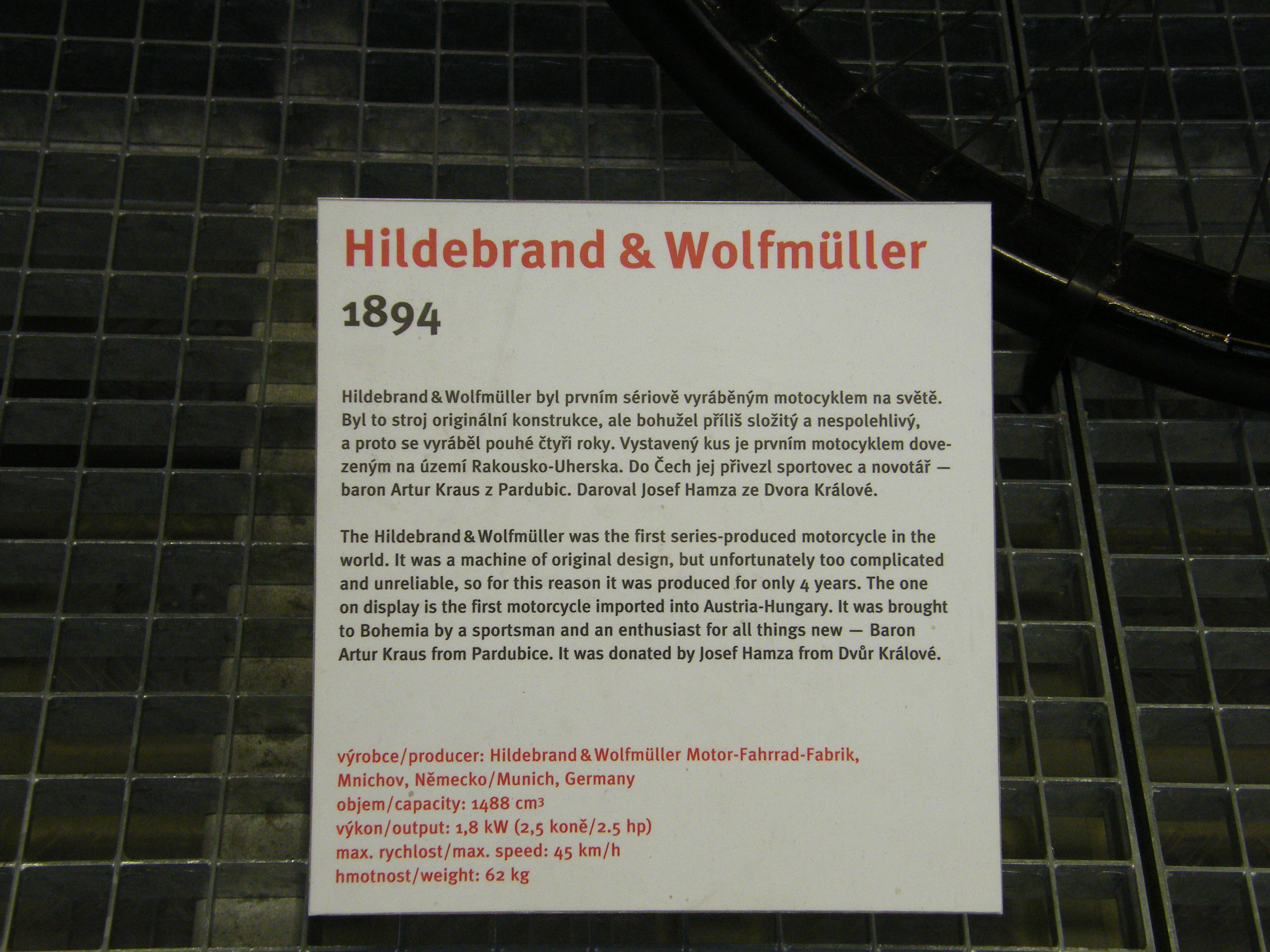
Plaque au musée NTM à Prague.